# Фофонов, Дмитрий Александрович
Дмитрий Александрович Фофонов (род. 15 августа 1976, Алма-Ата) — казахстанский велогонщик. В настоящее время спортивный менеджер казахстанской велокоманды Astana Pro Team.

## Биография
В спортивной карьере шоссейный и трековый велогонщик. Профессионал с 1999 по 2012 год, дважды становился чемпионом Казахстана в групповой и индивидуальной гонках.
Осенью 2012 года объявил о завершении спортивной карьеры. После этого стал спортивным директором Astana Pro Team вместе с Джузеппе Мартинелли и Гораждом Штангелем.

## Карьера
Дебютировал в 1999 году в бельгийской команде Collstrop после года стажировки в той же команде. В следующие сезоны он выступал во Франции, сначала с Besson Chaussures, затем с 2001 по 2005 год с Cofidis, а затем с 2006 по 2008 год с Credit Agricole.
Участник трёх чемпионатов мира. Лучший результат — 12 место (2010).
Чемпион Казахстана 1998, 2000 и 2009 годов.
Чемпион Азии 2009 года.
Серебряный призёр Чемпионат мира «В» 1997 года в групповой и индивидуальной гонках.

## Дисквалификация
На Тур де Франс 2008 года, после антидопингового теста после восемнадцатого этапа дал положительный результат на гептаминол, запрещённый вазодилататор. После этого эпизода Национальная лига велоспорта Казахстана отстранила его от выступлений на три месяца. Он вернулся в гонки в апреле 2009 года, выиграв через два месяца после этого индивидуальную гонку на чемпионате Казахстана по шоссейному велоспорту. С 2010 по 2012 год выступал за команду Astana.